# Petrocephalus arnegardi
Petrocephalus arnegardi es una especie de pez del género Petrocephalus, familia Mormyridae, orden Osteoglossiformes. Fue descrita científicamente por Lavoué & Sullivan en 2014.
Es una especie inofensiva para el ser humano.

## Descripción
La longitud es de 9 centímetros.

## Distribución
Se distribuye por África: afluente medio del río Congo en la República del Congo y cerca de Yangambi en la República Democrática del Congo.